# Neptune's Staircase

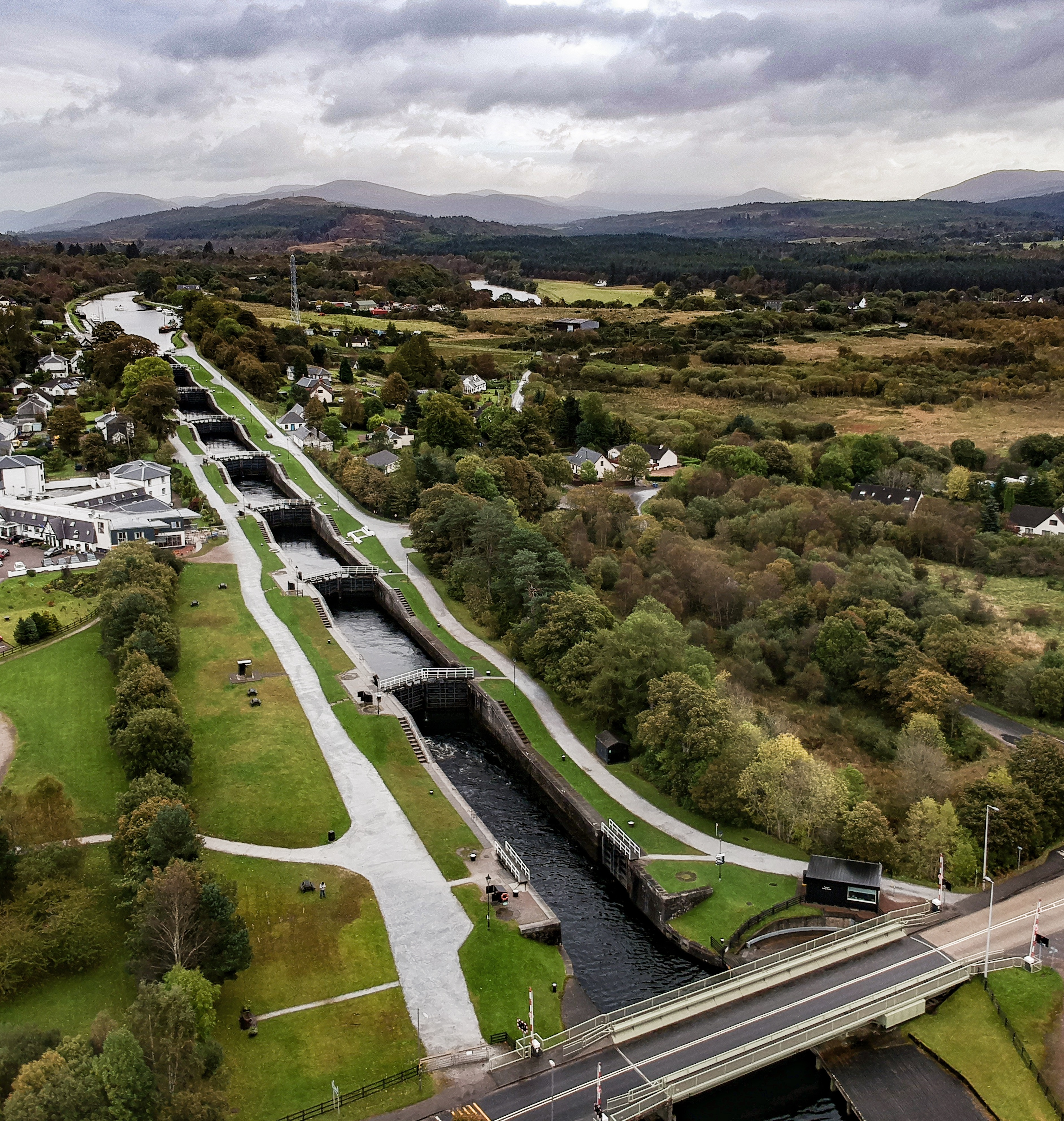
Neptune's Staircase

Neptune's Staircase (Engels voor trap van Neptunus) is een door Thomas Telford ontworpen stelsel van acht sluizen. 
Over een horizontale afstand van 457 meter wordt een hoogteverschil van 19,5 meter overbrugd. Het complex maakt deel uit van het Caledonisch Kanaal waaraan tussen 1803 en 1822 werd gewerkt. Het complex ligt in de buurt van Banavie (een dorp in de omgeving van Fort William). Het is de grootste 'sluizentrap' in het Verenigd Koninkrijk. Oorspronkelijk werden de sluizen door mankracht aangedreven, maar tegenwoordig is de bediening hydraulisch. 
Neptune's Staircase wordt beheerd door de overheidsorganisatie Scottish Canals.